# Barrio la Estrellita
Barrio la Estrellita är en ort i kommunen El Oro i delstaten Mexiko i Mexiko. Samhället hade 1 211 invånare vid folkräkningen år 2020.